# 村上早
村上 早（むらかみ さき、1992年 - ）は、日本の銅版画家。

## 来歴
群馬県高崎市生まれで実家は動物病院。
高崎市立高崎経済大学附属高等学校を卒業後、2010年に武蔵野美術大学に入学し銅版画を始める。同大学院在学中の2015年に「FACE 2015 損保ジャパン日本興亜美術賞」優秀賞、「第6回山本鼎版画大賞展」大賞、「トーキョーワンダーウォール賞」の連続受賞で注目を集める。2016年に同大学院造形研究科修士課程美術専攻版画コース修了。故郷の高崎市にアトリエを構える。

## 作風
心の傷を銅版画特有の工程に重ねて紡ぎ、「私にとって銅の版は〈人の心〉で、付ける傷は〈心的外傷〉、傷に詰めるインクは〈血〉、刷り取る紙は〈包帯やガーゼ〉なのです」と痛みやトラウマを主なモチーフとする。動物をモチーフにした作品、とくに犬も多い。

## 主な受賞
- FACE 2015 損保ジャパン日本興亜美術賞優秀賞（2015年）
- 山本鼎版画大賞（2015年）
- トーキョーワンダーウォール賞（2015年）
- アートアワードトーキョー丸の内2016フランス大使館賞（2016年）

## 主な個展
- 2016年「村上早展」（トーキョーワンダーウォール都庁）
- 2016年「project N 66 村上早」（東京オペラシティアートギャラリー）[9]
- 2017年「ours ours」（アンスティチュ・フランセ東京ギャラリー）
- 2019年「gone girl　村上早 展」（上田市立美術館）[10]

## グループ展
- 2015年「トーキョーワンダーウォール公募2015 入選作品展」（東京都現代美術館）
- 2015年「シェル美術賞展2015」（国立新美術館）[11]
- 2016年「絵画のゆくえ2016 FACE受賞作家展」（東郷青児記念損保ジャパン日本興亜美術館）
- 2016年「VOCA展2016 現代美術の展望－新しい平面の作家たち」（上野の森美術館）
- 2018年「放輕松 動漫謬想的秘密花園」（銀川當代美術館、中国）
- 2019年「上田市立美術館コレクション展　版表現の魅力」（上田市立美術館）[12]

## 作品集
- 『gone girl 村上早 作品集』（上田市立美術館）2019年　ISBN 9784907490140

## 所蔵
- 町田市立国際版画美術館
- 上田市立美術館